# Подліпнюк Андрій Іванович
Андрі́й Іва́нович Подліпню́к (10 грудня 1976, Миколаїв, Українська РСР — 11 листопада 2016, смт. Луганське, Бахмутський район, Донецька область, Україна) — сержант 54-ї окремої механізованої бригади Збройних Сил України, учасник війни на Сході України.

## Життєпис
Народився 10 грудня 1976 року у місті Миколаїв.
Закінчив Миколаївський національний аграрний університет, інженер-механік. Цікавився психологією. Працював на фабриці «Сандора», у Школі моряків виконробом з оснащення електротехнікою, на будівництвах. До війни був приватним підприємцем.
Був призваний за мобілізацією в березні 2015, з серпня 2015 воював під Маріуполем, матрос, навідник десантно-штурмової роти 1-го окремого батальйону морської піхоти 36-ї ОБрМП. Під час служби познайомився з бійцями ДУК ПС та активістами «Правого сектору» в Миколаєві. Після демобілізації у березні 2016, брав активну участь у діяльності миколаївського осередку НВР «Правий сектор». На фронт повернувся, підписавши контракт з 54-ю бригадою, у складі якою воюють бійці ПС. Був старшим на передовій позиції під Дебальцевим.
Загинув 11 листопада 2016 року близько 13:00 від осколкового поранення під час мінометного обстрілу поблизу смт Луганське (Бахмутський район Донецька область), помер дорогою до лікарні.
Похований в місті Миколаїв, кладовище Велика Корениха.
По смерті залишилися мати та син.

## Нагороди
- Указом Президента України № 58/2017 від 10 березня 2017 року «за особисту мужність, виявлену у захисті державного суверенітету та територіальної цілісності України, самовіддане виконання військового обов'язку» нагороджений орденом «За мужність» III ступеня (посмертно)[1].
- Нагороджений відзнакою ДУК ПС «Бойовий Хрест Корпусу» (посмертно)[2].

## Вшанування пам'яті
- 26 липня 2024 року вулицю Декабристів у Великій Коренисі (Миколаїв) перейменовано на вулицю Андрія Подліпнюка[3].